# Feketecsőrű hegyitukán
A feketecsőrű hegyitukán (Andigena nigrirostris) a madarak (Aves) osztályának harkályalakúak (Piciformes) rendjébe, ezen belül a tukánfélék (Ramphastidae) családjába tartozó faj.

## Rendszerezése
A fajt George Robert Waterhouse angol zoológus írta le 1839-ben, a Pteroglossus nembe Pteroglossus nigrirostris néven.

## Alfajai
- Andigena nigrirostris nigrirostris (Waterhouse, 1839)
- Andigena nigrirostris occidentalis Chapman, 1915
- Andigena nigrirostris spilorhynchus Gould, 1858[2]

## Előfordulása
Az Andok-hegységben, Kolumbia, Ecuador, Peru és Venezuela területén honos. Természetes élőhelyei a szubtrópusi vagy trópusi hegyi esőerdők és magaslati cserjések, mocsarak közelében, valamint szántóföldek. Állandó, nem vonuló faj.

## Megjelenése
Testhossza 48–51 centiméter, testtömege 335–367 gramm.

## Életmódja
Gyümölcsökkel és magvakkal táplálkozik, de rovarokat is fogyaszt.

## Természetvédelmi helyzete
Az elterjedési területe nagyon nagy, egyedszáma viszont csökken, de még nem éri el a kritikus szintet. A Természetvédelmi Világszövetség Vörös listáján nem fenyegetett fajként szerepel.